# 于茲
于茲（？年—？年），為下邳相笮融部將，笮融誤信孫策被射殺而派于茲攻擊孫策軍，途中被孫策所破敗走。

## 生平
于茲為下邳相笮融部下。東漢獻帝興平二年（西元195年），孫策攻打劉繇、樊能等，後攻笮融，被流矢射中而傷股，不能騎馬，只好留在牛渚營。孫策欲引出笮融出戰，放出孫策已死之訊息，使笮融得知後大喜，派部將于茲出戰攻擊孫策軍，行軍途中遭遇孫策，孫策詐敗而逃，于茲率軍深入敵陣，被孫策一舉大敗，于茲慘敗逃回。笮融得知消息後死守不出，孫策便轉而攻取海陵、湖孰、江乘。

## 後漢演義
與史實大致相同，唯一不同之處在最後被孫策軍射殺身亡。

## 來源
1. ↑  《三國志 吳書 孫策傳》附《江表傳》：孫策聞之，還攻破能等，獲男女萬餘人。復下攻融，為流矢所中，傷股，不能乘馬，因自輿還牛渚營。或叛告融曰：「孫郎被箭已死。」融大喜，即遣將於茲。策遣步騎數百挑戰，設伏於後，賊出擊之，鋒刃未接而偽走，賊追入伏中，乃大破之，斬首千餘級。策因往到融營下，令左右大呼曰：「孫郎竟云何！」賊於是驚怖夜遁。融聞策尚在，更深溝高壘，繕治守備。策以融所屯地勢險固，乃舍去，攻破繇別將於海陵，轉攻湖孰、江乘，皆下之。
2. ↑  《後漢演義》：時有彭城相薛禮，下邳相笮融，俱走依劉繇，推繇為盟主；禮據秣陵城，融屯縣南，策先領兵攻融，融出營交戰，被策擊敗，傷亡五百餘人，奔入營中，不敢再出。策移攻秣陵，日夕猛撲，慌得薛禮手足無措，乘夜潰走。策得入秣陵城，安撫居民，禁兵侵掠，忽有探馬入報，乃是樊能于麋等，復襲奪牛渚營，斷策歸路；策奮然起座，當即督兵回攻，大破樊能于麋。擒獲萬餘人，能麋等統皆遁去，因復轉擊笮融。

融令弓弩手分伏營門，待策趨近，一聲號令，萬矢齊飛，策尚用槊撥箭，不肯遽退，百忙中不免一疏，股上突然中箭，翻身落馬；左右忙將策救起，用車載策，馳還牛渚營。將佐俱入帳問安，策已拔去箭鏃，用藥敷搽，笑語諸將道：「我傷未及重，何至落馬？此中寓有深謀，汝曹可說我已死，舉哀退兵，笮融必來追我，我就好設法擒融了！」諸將俱拍手稱善。策即遣將置伏，一一辦妥，然後令軍士佯哭，拔寨齊起。早有細作報知笮融，融果遣部將於茲，率兵追策；策軍尚是偽退，誘茲入伏，四面攢擊，立將於茲射死，掃盡余軍。

于茲卻是個替死鬼。策乘勝復逼融營，融正想接應于茲，出兵就道，忽有一彪人馬殺到，首領為一赳赳少年，厲聲大呼道：「孫郎在此，叫笮融速來受死！」自稱孫郎趣甚。融不意孫策復生，驅軍亟遁，策追殺數裡，得了許多甲冑，方纔還軍；本編皆采自《吳志》，與羅氏《三國演義》情事略殊。於是破海陵，陷湖孰江乘，直指曲阿。